# ورخنی آتاش
ورخنی آتاش (انگلیسی: Verkhny Atash) یک شهرک در شهرستان چکماگوشفسکی باشقیرستان کشور روسیه است.